# Więsławice (gromada)
Więsławice – dawna gromada, czyli najmniejsza jednostka podziału terytorialnego Polskiej Rzeczypospolitej Ludowej w latach 1954–1972.
Gromady, z gromadzkimi radami narodowymi (GRN) jako organami władzy najniższego stopnia na wsi, funkcjonowały od reformy reorganizującej administrację wiejską przeprowadzonej jesienią 1954 do momentu ich zniesienia z dniem 1 stycznia 1973, tym samym wypierając organizację gminną w latach 1954–1972.
Gromadę Więsławice z siedzibą GRN w Więsławicach utworzono – jako jedną z 8759 gromad na obszarze Polski – w powiecie włocławskim w woj. bydgoskim, na mocy uchwały nr 24/17 WRN w Bydgoszczy z dnia 5 października 1954. W skład jednostki weszły obszary dotychczasowych gromad Boża Wola, Dobrzelewice, Grodno i Więsławice oraz wsie Strzały i Zakrzewiec z dotychczasowej gromady Strzały ze zniesionej gminy Baruchowo w tymże powiecie. Dla gromady ustalono 23 członków gromadzkiej rady narodowej.
Gromadę zniesiono 31 grudnia 1961, a jej obszar włączono do gromad Kłotno (wsie Boża Wola, Grodno i Grodno Parcele) i Kowal (wieś Dobrzelewice, Strzały, Więsławice i kolonia Więsławice oraz miejscowości Dobrzelewiczki i Zakrzewiec) w tymże powiecie.